# Pokopališče Montmartre
Pokopališče Montmartre (Predloga:Jezik–fr) je pokopališče v Parizu (Avenija Samson 37) in priljubljena turistična točka, kjer so pokopani številni znani umetniki, ki so delovali v okrožju Montmartre. Nekateri izmed njih so:
- Adolphe Adam (1803–1856), skladatelj
- Charles–Valentin Alkan (1813–1888), skladatelj
- André–Marie Ampère (1775–1836), fizik
- Michel Berger (1947–1992), skladatelj, pevec
- Hector Berlioz (1803–1869), skladatelj
- Lili Boulanger (1893–1918), skladatelj
- Václav Brozík (1851–1901), češki slikar
- Antoine Carême (1784–1883), kuharski mojster
- Fanny Cerrito (1817–1909), italijanska balerina
- Dalida (1933–1987), egiptovska pevka in igralka
- Edgar Degas (1834–1917), slikar in kipar
- Léo Delibes (1836–1891), skladatelj
- Maria Deraismes (1828–1894), feministka
- Alexandre Dumas, fils (1824–1895), pisatelj
- Georges Feydeau (1862–1921), pisatelj
- Léon Foucault (1819–1868), znanstvenik
- Carole Fredericks (1952–2001), pevka
- Pauline Garcia–Viardot (1821–1910), operna pevka in skladateljica
- Théophile Gautier (1811–1872), pesnik in pisatelj
- Edmond de Goncourt (1822–1896), založnik
- La Goulue (Louise Weber) (1866–1929), kankan plesalka
- Jean–Baptiste Greuze (1725–1805), umetnik
- Sacha Guitry (1885–1957), igralec
- Heinrich Heine (1797–1856), nemški pesnik
- Louis Jouvet (1887–1951), igralec
- Marie Pierre Koenig (1898–1970), francoski general
- Eugène Labiche (1815–1888), dramatik
- Frédérick Lemaître (1800–1876), igralec

- Mary Marquet (1895–1979), igralka
- Auguste de Montferrand (1786–1858), arhitekt
- Gustave Moreau (1826–1898), simbolistični slikar
- Musidora (Jeanne Roques) (1889–1957), filmski igralec, režiser
- Vaslav Nižinski (1890–1950), ruski baletni plesalec
- Jacques Offenbach (1819–1880), nemški skladatelj
- Francisque Poulbot (1879–1946), slikar in ilustrator
- Adolphe Sax (1814–1894), glasbilar (izumitelj saksofona)
- Stendhal (1783–1842), pisatelj
- François Truffaut (1932–1984), filmska industrija
- Horace Vernet (1789–1863), slikar
- Alfred de Vigny (1797–1863), pesnik in pisatelj
- Émile Zola (1840–1902), pisatelj (tu je bil pokopan 6 let, potem so leta 1908 grob prestavili v Panthéon v Parizu)
- Johann Maria Farina (1785–1864) (tudi Jean Marie Jospeh Farina ali Giovanni Maria Farina), izumitelj in izdelovalec kolonjske vode (Eau–de–Cologne). Njegov nagrobnik je tudi na pokopališču Melaten–Friedhof v Kölnu v Nemčiji.